# Mesochorus ebenus
Mesochorus ebenus là một loài tò vò trong họ Ichneumonidae.